# Karakalpakse Autonome Socialistische Sovjetrepubliek
De Karakalpakse Autonome Socialistische Sovjetrepubliek (Russisch: Каракалпакская Автономная Социалистическая Советская Республика of Karakalpakse ASSR (Russisch: Каракалпакская АССР) was een autonome socialistische sovjetrepubliek van de Sovjet-Unie.
De Karakalpakse Autonome Socialistische Sovjetrepubliek ontstond op 30 maart 1932 uit de Karakalpakse Autonome Oblast. De hoofdstad werd na een overstroming verplaatst van Turtkul] naar Nukus. Op 5 december 1936 werd de Karakalpakse Autonome Socialistische Sovjetrepubliek onderdeel van de Oezbeekse Socialistische Sovjetrepubliek. Het was de enige ASSR in Centraal-Azië. In 1992 ging het gebied op in de autonome repbuliek Karakalpakië.